# Jarrow
Jarrow är en stad i grevskapet Tyne and Wear i England. Staden ligger i distriktet South Tyneside på Tynes södra flodbank, mellan städerna Gateshead och South Shields, cirka 8 kilometer öster om centrala Newcastle upon Tyne. Tätortsdelen (built-up area sub division) Jarrow hade 43 431 invånare vid folkräkningen år 2011.
Staden var tidigare känd för sina stora skeppsvarv, kemiska fabriker, segelduks- och pappersfabriker. Bland stadens byggnader märks den gamla stadskyrkan och ruiner av ett kloster från äldre medeltiden, till vilket minnet av Beda venerabilis och hans skola är knutet.

## Personer med anknytning till Jarrow
- Jimmy Thorpe, målvakt i Sunderland

- Wee Georgie Wood[3]